# Il papà di Giovanna
Il papà di Giovanna è un film drammatico del 2008 scritto e diretto da Pupi Avati. Presentato in concorso alla 65ª Mostra internazionale d'arte cinematografica di Venezia dove Silvio Orlando ha vinto la Coppa Volpi per la migliore interpretazione maschile. Il cast comprende Francesca Neri, Alba Rohrwacher ed Ezio Greggio, qui al suo primo ruolo drammatico.
Il film è stato distribuito nei cinema a partire dal 12 settembre 2008. Nel primo weekend di programmazione arriva alla soglia del milione di euro di incassi, debuttando al terzo posto del boxoffice. L'incasso totale in Italia è di circa 3,4 milioni di euro.

## Trama
Bologna, fine anni trenta. Michele Casali è professore di disegno presso il liceo classico "Luigi Galvani". Pur avendo una posizione sociale rispettabile, non conduce una vita particolarmente agiata, vivendo in un modesto appartamento insieme alla moglie Delia e alla figlia Giovanna, che frequenta lo stesso liceo dove insegna il padre. Michele è molto legato alla figlia, ragazza dal carattere fragile, con cui ha un rapporto quasi morboso da cui è estromessa la madre Delia. Michele è amico di lunga data del vicino di casa Sergio, commissario della polizia fascista e padrino di Giovanna, il quale procura aiuto e vantaggi alla famiglia Casali.
Michele nota che la figlia è attratta dal suo allievo Antonio: nel tentativo di rendere Giovanna più sicura di sé, chiede al ragazzo di frequentarla in cambio di una promozione. Il giovane acconsente con riluttanza. Giovanna è molto felice, ma alla festa di compleanno di Marcella Traxler, la sua migliore amica, vede Antonio ballare insieme alla festeggiata, cosa che scatena in lei una crisi di gelosia. Alcuni giorni dopo, Marcella viene trovata morta nella palestra della scuola. Sergio conduce le indagini, ma poiché Marcella era nipote di un senatore, viene coinvolta l'OVRA; Michele viene colto dallo spaventoso sospetto che l'omicida sia Giovanna, ma è sollevato nell'apprendere che sui vestiti della ragazza siano state trovate tracce di sperma.
Antonio, il principale sospettato, ammette sotto interrogatorio di aver avuto un rapporto sessuale con Marcella, ma nega di averla uccisa e rivela di aver visto Giovanna nascosta mentre usciva: la polizia sottopone dunque la ragazza a un duro interrogatorio, in seguito al quale ella confessa l'omicidio. Michele è costretto a dimettersi dal liceo e tenta di esprimere il suo dispiacere alla famiglia della vittima, senza successo. L'unico che gli rimane vicino è Sergio, che gli procura un avvocato: questi propone di invocare l'infermità mentale per Giovanna, in modo da evitare la galera; Michele si rifiuta di pensare che sua figlia sia mentalmente inferma, ma è costretto a rendersi conto che Giovanna sia affetta da notevoli squilibri che la inducono a non rendersi conto della gravità delle sue azioni. Il giudice riconosce infatti l'infermità mentale dell'imputata, che viene ricoverata nel manicomio criminale di Reggio Emilia.
Poco dopo scoppia la II Guerra Mondiale: Michele perde il lavoro, mentre Lella, moglie di Sergio, muore in un bombardamento. Nonostante questi dolori, Michele continua a far visita quotidianamente alla figlia, inventandosi ogni volta delle scuse per giustificare l'assenza di Delia, che non ha il coraggio di accompagnarlo. L'ex professore nota notevoli peggioramenti nella psiche di Giovanna, cosa che lo porterà a trasferirsi in campagna, nei pressi del manicomio, per stare ancora più vicino alla figlia; decide inoltre di lasciare Delia, con cui è in crisi da anni, e spingere Sergio, da sempre attratto da lei, a iniziare una relazione con la donna.
Al termine della guerra, Giovanna viene giudicata sana di mente e rilasciata dal manicomio; lei e suo padre tornano a vivere nel vecchio appartamento di Bologna: qui scoprono che Sergio è morto, giustiziato dai partigiani. Una sera Michele porta la figlia al cinema, dove ritrovano Delia; Giovanna convince i genitori a tornare insieme, e la famiglia si riunisce.

## Riconoscimenti
- 2009 - David di Donatello
  - Migliore attrice protagonista a Alba Rohrwacher
  - Nomination Miglior regista a Pupi Avati
  - Nomination Migliore attore protagonista a Silvio Orlando
  - Nomination Migliori costumi a Mario Carlini e Francesco Crivellini
- 2009 - Nastro d'argento
  - Miglior attore non protagonista a Ezio Greggio
  - Migliore attrice non protagonista a Francesca Neri
  - Nomination Regista del miglior film a Pupi Avati
  - Nomination Miglior produttore a Pupi Avati e Antonio Avati
  - Nomination Migliore attore protagonista a Silvio Orlando
  - Nomination Migliore attrice protagonista a Alba Rohrwacher

- 2009 - Globo d'oro
  - Miglior attrice rivelazione a Alba Rohrwacher
  - Globo d'oro speciale a Ezio Greggio
  - Nomination Miglior attrice a Alba Rohrwacher
- 2009 - Ciak d'oro
  - Nomination Migliore attrice non protagonista a Francesca Neri
  - Nomination Migliore scenografia a Giuliano Pannuti
  - Nomination Migliori costumi a Mario Carlini e Francesco Crivellini
- 2008 - Mostra del cinema di Venezia
  - Migliore interpretazione maschile a Silvio Orlando
  - Premio Pasinetti a Silvio Orlando
  - Nomination Leone d'oro a Pupi Avati
- 2009 - Premio Bif&st
  - Premio Gian Maria Volonté per il miglior attore protagonista a Silvio Orlando